# Tylko mnie kochaj (album)
Tylko mnie kochaj – ścieżka dźwiękowa do filmu komediowego Ryszarda Zatorskiego, Tylko mnie kochaj.
Album uzyskał status platynowej płyty.

## Lista utworów
1. „Tylko mnie kochaj” – Goya (2:51)
2. „You’re Beautiful” – James Blunt (3:23)
3. „Policeman” – Jamal (4:08)
4. „Dziewczyna mojego chłopaka” – Monika Brodka (3:27)
5. „Prócz ciebie, nic” – Krzysztof Kiljański i Kayah (3:36)
6. „Too Lost in You” – Sugababes (4:11)
7. „Oh, Pretty Woman” – Roy Orbison (2:56)
8. „Prowadź mnie” – Kasia Kowalska (3:41)
9. „Bo to co dla mnie” – PIN (4:26)
10. „Nine Million Bicycles” – Katie Melua (3:14)
11. „It`s Been Done” – Angela McCluskey (3:56)
12. „Freelove” – Depeche Mode (4:01)
13. „No Difference” – Everything But The Girl (4:22)
14. „Niespodzianka” – Goya (4:09)
15. „Otwieram wino” – Sidney Polak i Pezet (3:59)
16. „Kto pokocha” – Reni Jusis (5:10)
17. „Rewolucje” – Jamal (3:47)
18. „Jak człowiek uparty” – Ewa Bem (4:26)
19. „What a Wonderful World” – Louis Armstrong (2:17)